# Höchstbeitragsgrundlage
Als Höchstbeitragsgrundlage wird in Österreich eine monatliche Einkommensschwelle bezeichnet, oberhalb der das Einkommen eines Versicherten zur österreichischen Sozialversicherung beitragsfrei bleibt. Versicherungsbeiträge werden also nur jeweils auf denjenigen Teil des monatlichen Einkommens erhoben, der unterhalb dieser Einkommensschwelle liegt.
Die Beitragsbemessungsgrenze erfüllt in der deutschen Sozialversicherung eine analoge Funktion.

## Zeitlicher Verlauf
Die folgende Tabelle enthält den zeitlichen Verlauf der monatlichen und jährlichen Höchstbeitragsgrundlage, wobei Schilling-Beträge in Euro umgerechnet sind. In Österreich war es bis 1964 üblich, das Jahresgehalt in Form von 13 Monatsgehältern zu zahlen, seit 1965 sind es 14 Monatsgehälter. Die Behandlung des Jahressechstels (insbesondere 13. und 14. Monatsgehalt) unterliegt speziellen steuerlichen Regelungen.
| Jahr | Monate | € monatlich | Schilling monatlich | € jährlich  | Schilling jährlich | % Anhebung ggü. Vorjahr | Aufwertungszahl |
| ---- | ------ | ----------- | ------------------- | ----------- | ------------------ | ----------------------- | --------------- |
| 1957 | 13     | € 261,62    | ATS 3.600           | € 3.401,06  | ATS 46.800         | –                       | –               |
| 1958 | 13     | € 261,62    | ATS 3.600           | € 3.401,06  | ATS 46.800         | 0,00                    | –               |
| 1959 | 13     | € 261,62    | ATS 3.600           | € 3.401,06  | ATS 46.800         | 0,00                    | –               |
| 1960 | 13     | € 261,62    | ATS 3.600           | € 3.401,06  | ATS 46.800         | 0,00                    | –               |
| 1961 | 13     | € 348,83    | ATS 4.800           | € 4.534,79  | ATS 62.400         | 33,33                   | –               |
| 1962 | 13     | € 348,83    | ATS 4.800           | € 4.534,79  | ATS 62.400         | 0,00                    | –               |
| 1963 | 13     | € 348,83    | ATS 4.800           | € 4.534,79  | ATS 62.400         | 0,00                    | –               |
| 1964 | 13     | € 348,83    | ATS 4.800           | € 4.534,79  | ATS 62.400         | 0,00                    | –               |
| 1965 | 14     | € 392,43    | ATS 5.400           | € 5.494,02  | ATS 75.600         | 21,15                   | –               |
| 1966 | 14     | € 425,14    | ATS 5.850           | € 5.951,96  | ATS 81.900         | 8,33                    | –               |
| 1967 | 14     | € 457,84    | ATS 6.300           | € 6.409,76  | ATS 88.200         | 7,69                    | –               |
| 1968 | 14     | € 490,54    | ATS 6.750           | € 6.867,56  | ATS 94.500         | 7,14                    | –               |
| 1969 | 14     | € 523,24    | ATS 7.200           | € 7.325,36  | ATS 100.800        | 6,67                    | –               |
| 1970 | 14     | € 555,95    | ATS 7.650           | € 7.783,30  | ATS 107.100        | 6,25                    | –               |
| 1971 | 14     | € 588,65    | ATS 8.100           | € 8.241,10  | ATS 113.400        | 5,88                    | –               |
| 1972 | 14     | € 632,25    | ATS 8.700           | € 8.851,50  | ATS 121.800        | 7,41                    | –               |
| 1973 | 14     | € 686,76    | ATS 9.450           | € 9.614,64  | ATS 132.300        | 8,62                    | –               |
| 1974 | 14     | € 763,06    | ATS 10.500          | € 10.682,84 | ATS 147.000        | 11,11                   | –               |
| 1975 | 14     | € 850,27    | ATS 11.700          | € 11.903,78 | ATS 163.800        | 11,43                   | –               |
| 1976 | 14     | € 959,28    | ATS 13.200          | € 13.429,92 | ATS 184.800        | 12,82                   | –               |
| 1977 | 14     | € 1.090,09  | ATS 15.000          | € 15.261,26 | ATS 210.000        | 13,64                   | –               |
| 1978 | 14     | € 1.220,90  | ATS 16.800          | € 17.092,60 | ATS 235.200        | 12,00                   | –               |
| 1979 | 14     | € 1.351,71  | ATS 18.600          | € 18.923,94 | ATS 260.400        | 10,71                   | –               |
| 1980 | 14     | € 1.417,12  | ATS 19.500          | € 19.839,68 | ATS 273.000        | 4,84                    | –               |
| 1981 | 14     | € 1.482,53  | ATS 20.400          | € 20.755,42 | ATS 285.600        | 4,62                    | –               |
| 1982 | 14     | € 1.569,73  | ATS 21.600          | € 21.976,22 | ATS 302.400        | 5,88                    | –               |
| 1983 | 14     | € 1.656,94  | ATS 22.800          | € 23.197,16 | ATS 319.200        | 5,56                    | –               |
| 1984 | 14     | € 1.744,15  | ATS 24.000          | € 24.418,10 | ATS 336.000        | 5,26                    | –               |
| 1985 | 14     | € 1.787,75  | ATS 24.600          | € 25.028,50 | ATS 344.400        | 2,50                    | –               |
| 1986 | 14     | € 1.874,96  | ATS 25.800          | € 26.249,43 | ATS 361.200        | 4,88                    | –               |
| 1987 | 14     | € 1.918,56  | ATS 26.400          | € 26.859,88 | ATS 369.600        | 2,33                    | –               |
| 1988 | 14     | € 2.005,77  | ATS 27.600          | € 28.080,78 | ATS 386.400        | 4,55                    | –               |
| 1989 | 14     | € 2.049,37  | ATS 28.200          | € 28.691,23 | ATS 394.800        | 2,17                    | –               |
| 1990 | 14     | € 2.092,98  | ATS 28.800          | € 29.301,72 | ATS 403.200        | 2,13                    | –               |
| 1991 | 14     | € 2.180,18  | ATS 30.000          | € 30.522,59 | ATS 420.000        | 4,17                    | 1,052           |
| 1992 | 14     | € 2.311,00  | ATS 31.800          | € 32.353,95 | ATS 445.200        | 6,00                    | 1,060           |
| 1993 | 14     | € 2.441,81  | ATS 33.600          | € 34.185,30 | ATS 470.400        | 5,66                    | 1,056           |
| 1994 | 14     | € 2.616,22  | ATS 36.000          | € 36.627,11 | ATS 504.000        | 7,14                    | 1,043           |
| 1995 | 14     | € 2.747,03  | ATS 37.800          | € 38.458,46 | ATS 529.200        | 5,00                    | 1,045           |
| 1996 | 14     | € 2.834,24  | ATS 39.000          | € 39.679,37 | ATS 546.000        | 3,17                    | 1,036           |
| 1997 | 14     | € 2.965,05  | ATS 40.800          | € 41.510,72 | ATS 571.200        | 4,62                    | 1,027           |
| 1998 | 14     | € 3.052,26  | ATS 42.000          | € 42.731,63 | ATS 588.000        | 2,94                    | 1,025           |
| 1999 | 14     | € 3.095,86  | ATS 42.600          | € 43.342,08 | ATS 596.400        | 1,43                    | 1,022           |
| 2000 | 14     | € 3.139,47  | ATS 43.200          | € 43.952,53 | ATS 604.800        | 1,41                    | 1,024           |
| 2001 | 14     | € 3.226,67  | ATS 44.400          | € 45.173,43 | ATS 621.600        | 2,78                    | 1,018           |
| 2002 | 14     | € 3.270,00  |                     | € 45.780,00 |                    | 1,34                    | 1,030           |
| 2003 | 14     | € 3.360,00  |                     | € 47.040,00 |                    | 2,75                    | 1,017           |
| 2004 | 14     | € 3.450,00  |                     | € 48.300,00 |                    | 2,68                    | 1,023           |
| 2005 | 14     | € 3.630,00  |                     | € 50.820,00 |                    | 5,22                    | 1,030           |
| 2006 | 14     | € 3.750,00  |                     | € 52.500,00 |                    | 3,31                    | 1,024           |
| 2007 | 14     | € 3.840,00  |                     | € 53.760,00 |                    | 2,40                    | 1,023           |
| 2008 | 14     | € 3.930,00  |                     | € 55.020,00 |                    | 2,34                    | 1,025           |
| 2009 | 14     | € 4.020,00  |                     | € 56.280,00 |                    | 2,29                    | 1,024           |
| 2010 | 14     | € 4.110,00  |                     | € 57.540,00 |                    | 2,24                    | 1,021           |
| 2011 | 14     | € 4.200,00  |                     | € 58.800,00 |                    | 2,19                    | 1,006           |
| 2012 | 14     | € 4.230,00  |                     | € 59.220,00 |                    | 0,71                    | 1,028           |
| 2013 | 14     | € 4.440,00  |                     | € 62.160,00 |                    | 4,96                    | 1,022           |
| 2014 | 14     | € 4.530,00  |                     | € 63.420,00 |                    | 2,03                    | 1,027           |
| 2015 | 14     | € 4.650,00  |                     | € 65.100,00 |                    | 2,65                    | 1,024           |
| 2016 | 14     | € 4.860,00  |                     | € 68.040,00 |                    | 4,52                    | 1,024           |
| 2017 | 14     | € 4.980,00  |                     | € 69.720,00 |                    | 2,47                    | 1,024           |
| 2018 | 14     | € 5.130,00  |                     | € 71.820,00 |                    | 3,01                    | 1,029           |
| 2019 | 14     | € 5.220,00  |                     | € 73.080,00 |                    | 1,75                    | 1,020           |
| 2020 | 14     | € 5.370,00  |                     | € 75.180,00 |                    | 2,87                    | 1,031           |
| 2021 | 14     | € 5.550,00  |                     | € 77.700,00 |                    | 3,35                    | 1,033           |
| 2022 | 14     | € 5.670,00  |                     | € 79.380,00 |                    | 2,16                    | 1,021           |
| 2023 | 14     | € 5.850,00  |                     | € 81.900,00 |                    | 3,17                    | 1,031           |
| 2024 | 14     | € 6.060,00  |                     | € 84.840,00 |                    | 3,59                    | 1,035           |
| 2025 | 14     | € 6.450,00  |                     | € 90.300,00 |                    | 6,44                    | 1.063           |